# Carlo Levi
Carlo Levi (29. listopadu 1902 Turín – 4. ledna 1975 Paříž) byl italský spisovatel, malíř, politický aktivista a antifašista.

## Život
Carlo Levi pocházel z bohaté židovské rodiny, v roce 1917 ukončil studium na Liceo Alfieri tj. na střední škole biskupské. Poté v Turíně studoval medicínu, kterou absolvoval v roce 1924. Na universitě se seznámil s Pierem Gobettim, díky němuž se začal zajímat o politiku. Po universitě pracoval nejprve na turínské klinice a poté odešel do Paříže, kde se věnoval výzkumu hepatopatie.
V roce 1927 se Carlo Levi rozhodl, že se bude věnovat malířství a začal jej v Paříži studovat. Při tomto studiu se stal politicky aktivní a roku 1929 založil s Nellem a Carlo Rosellim antifašistickou organizaci Giustizia e Libertà. Za svoji politickou angažovanost byl v roce 1935 vyhoštěn do Aliana, kde pracoval jako lékař. V letech 1939-41 žil ve Francii, v roce 1941 se vrátil do Itálie, kde byl zatčen a do konce války vězněn ve Florencii.
Po druhé světové válce žil v Římě, kde dělal redaktora v Libera Italia.

## Dílo
- Paura della pittura (1942)
- Cristo si è fermato a Eboli (1945, česky Kristus se zastavil v Eboli)
- Paura della libertà (1946)
- L'orologio (Einaudi, 1950)
- Le parole sono pietre (1955)
- II futuro ha un cuore antico (1956)
- La doppia notte dei tigli (1959)
- Un volto che ci somiglia (Ritratto dell'Italia) (1960)
- Tutto il miele è finito (Einaudi, 1964)
- Coraggio dei miti (Scrìtti contemporanei 1922-1974) (vydáno postmrtně 1975)
- Quaderno a cancelli (vydáno postmrtně 1979)